# Evstahija
Evstahija je žensko osebno ime.

## Izvor imena
Ime Evstahija je ženska oblika moškega osebnega imena Evstahij.

## Pogostost imena
Po podatkih Statističnega urada Republike Slovenije na dan 31. decembra 2007 v Sloveniji ni bilo ženskih oseb z imenom Evstahija ali pa je bilo število nosilk tega imena manjše od 5.

## Osebni praznik
Osebe z imenom Evstahija lahko godujejo takrat kot osebe z imenom Evstahij.